# Sindrome de Majeed
El síndrome de Majeed es un trastorno cutáneo hereditario caracterizado por osteomielitis multifocal crónica recurrente, anemia diseritropoyética congénita y una dermatosis neutrofílica. Se clasifica como un trastorno óseo autoinflamatorio.La enfermedad se da en personas con dos copias defectuosas (herencia autosómica recesiva) del gen LPIN2. LPIN2 codifica la lipina-2, que interviene en el metabolismo de los lípidos. La patogénesis de esta mutación con las manifestaciones clínicas no se ha dilucidado.

## Tratamientos
Los tratamientos para este trastorno suelen basarse en los síntomas que presente el paciente. Los tratamientos más comúnmente prescritos incluyen medicamentos antiinflamatorios no esteroideos (AINE), así como la terapia física con el fin de prevenir de la atrofia muscular en los pacientes.